# Plac Gabriela Narutowicza w Warszawie

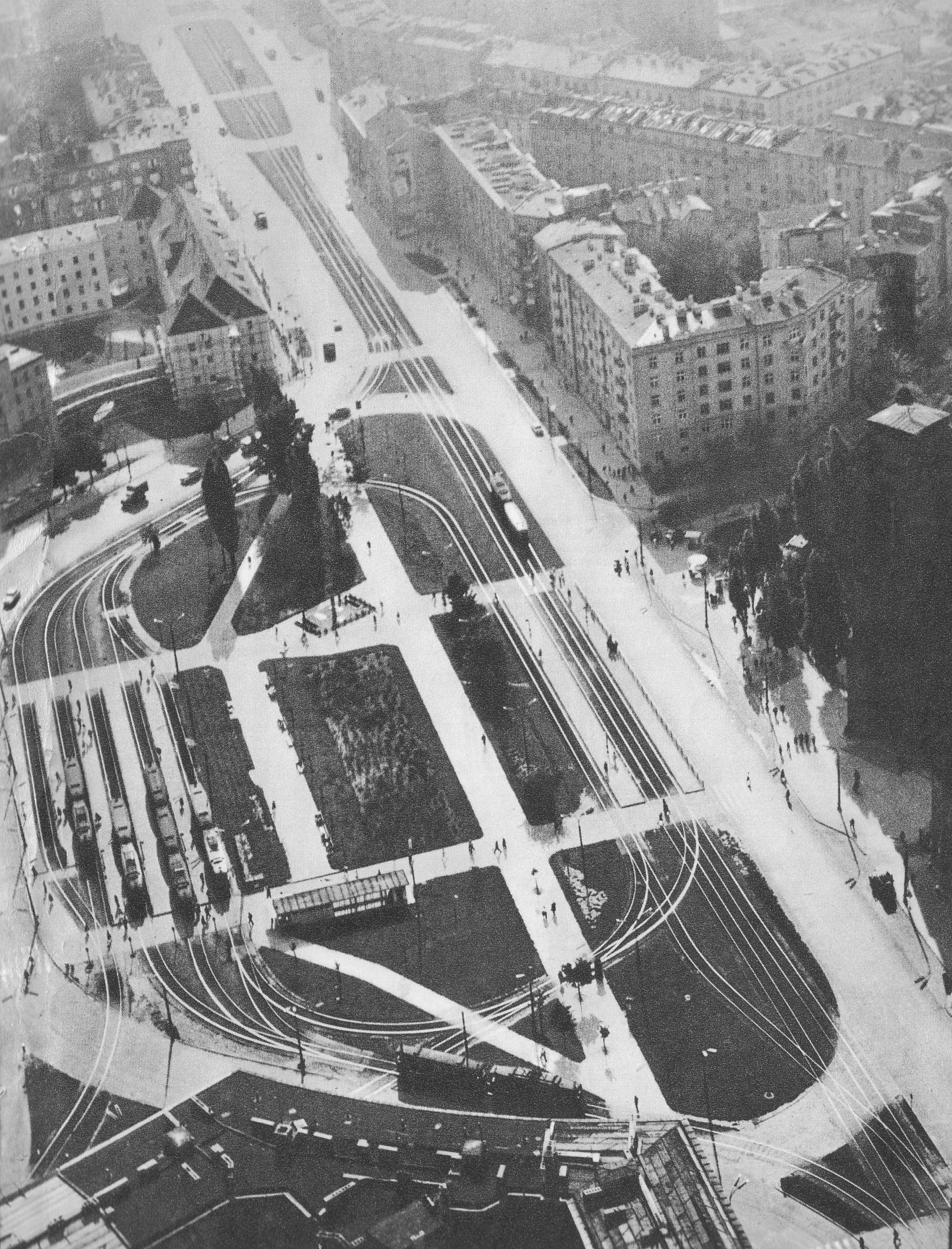
Plac w latach 60. XX wieku

Plac Gabriela Narutowicza – plac w warszawskiej dzielnicy Ochota wytyczony w 1923 roku, jego układ urbanistyczny został wpisany do rejestru zabytków nieruchomych województwa mazowieckiego.

## Układ
Zaprojektowany w kształcie półkola plac przylega prostym bokiem do stanowiącej oś komunikacyjną dzielnicy ulicy Grójeckiej. Zbiegają się tam ulice:
- Barska,
- Filtrowa,
- Grójecka,
- Słupecka,
- Supińskiego,
- Uniwersytecka.

## Opis
Plac został wytyczony w 1923. Nazwę, upamiętniającą zamordowanego w grudniu 1922 pierwszego Prezydenta Rzeczypospolitej Polskiej Gabriela Narutowicza, nadano w styczniu 1923.
Pierwotnie był planowany jako miejsce targowe. Jego powstanie dało impuls do rozbudowy dzielnicy. Centralną budowlą placu jest neoromański kościół Niepokalanego Poczęcia Najświętszej Maryi Panny, którego budowę rozpoczęto jeszcze w 1911.
W latach 1925–1930 po wschodniej stronie placu wzniesiono zespół monumentalnych budynków Domu Akademickiego. W latach 20. i 30. w tej części miasta powstało wiele domów spółdzielczych, z których większość przetrwała II wojnę światową. Przed 1939 rokiem w rejonie placu i ulicy Filtrowej działało 35% wszystkich warszawskich spółdzielni mieszkaniowych, co wynikało z dostępności placów budowlanych. W 1930 na placu Narutowicza zbudowano pętlę tramwajową.
W czasie obrony Ochoty 9 września 1939 roku pojedyncze niemieckie czołgi zdołały dotrzeć do placu, jednak zostały zmuszone do odwrotu.
31 lipca 1944 w kwaterze swego sztabu mieszczącej się w domu dochodowym Pocztowej Kasy Oszczędności Antoni Chruściel „Monter” podpisał rozkaz o rozpoczęciu następnego dnia powstania warszawskiego. 1 sierpnia powstańcy usiłowali zdobyć Dom Akademicki, jednak polski atak załamał się. Niemcy podpalili później większość budynków. Spłonął m.in. pokryty miedzianą blachą dach kościoła, wypalone zostało również wnętrze świątyni.
W kwietniu 1945 roku Państwowy Urząd Samochodowy uruchomił linię stałej komunikacji pasażerskiej obsługiwaną przez ciężarówki, łączącą śródmieście z Pragą. Samochody kursowały od ul. Targowej do pl. Narutowicza cztery razy dziennie w każdą stronę.
3 października 1957 na placu miały miejsce studenckie protesty przeciwko zamknięciu tygodnika „Po prostu”; w starciach z milicją zostało rannych 50 osób.
W latach 60. w ramach modernizacji ulicy Grójeckiej powstała jezdnia po wschodniej stronie placu oraz nowy układ torów i pętli tramwajowej.
W grudniu 2002 na placu odsłonięto pomnik Gabriela Narutowicza.
W 2016 układ architektoniczny placu wraz z okolicą ograniczoną ulicami Kaliską, Mochnackiego, Filtrową i Słupecką został wpisany do rejestru zabytków. W lutym 2017 ta decyzja została uchylona przez generalnego konserwatora zabytków. W marcu 2017 układ urbanistyczny placu po raz kolejny został wpisany do rejestru zabytków.
Do 2018 była planowana przebudowa placu, zakładająca m.in. likwidację liczącej pięć torów postojowych pętli tramwajowej.
W sierpniu 2022 wyburzono stojący w centralnej części placu budynek ekspedycji tramwajowej, w miejsce którego ma zostać ustawiony przeniesiony pomnik Gabriela Narutowicza.

## Ważniejsze obiekty
- Kościół Niepokalanego Poczęcia Najświętszej Maryi Panny
- Dom Studencki Akademik
- Pomnik Gabriela Narutowicza
- Dom dochodowy Pocztowej Kasy Oszczędności